# The Amityville Curse
The Amityville Curse è un romanzo scritto nel 1981 da Hans Holzer.

## Trama
Il romanzo, completamente di finzione, racconta che la casa al numero 112 Ocean Avenue di Amityville un tempo era una normale canonica e che fu la morte di un sacerdote lì residente che la rese una casa infestata.

## Accoglienza
Il libro ha ricevuto recensioni contrastanti. La storia trattata crea infatti confusione nei lettori sul fatto del perché la casa era infestata. Questo perché nel libro del 1979 Murder in Amityville Holzer raccontava una storia diversa sul perché la casa è infestata.

## Adattamento
Un film leggermente basato sul romanzo è uscito direttamente in home video nel 1990 con il titolo Amityville - Il ritorno. Tuttavia il film tratta di un'altra casa infestata ad Amityville e non di quella al numero 112 di Ocean Avenue.